# Parque provincial Fachinal
El parque provincial Fachinal es un área natural protegida ubicada en cercanías de la localidad de Fachinal, en el departamento Capital, de la provincia de Misiones en la mesopotamia argentina.

## Características generales
El parque fue creado el 14 de noviembre de 1996 mediante la sanción de la ley provincial n.º 3358 sobre 51 ha 74 a 24 ca de terrenos propiedad del estado provincial.

Declárase Área Natural Protegida, con clasificación de Parque Provincial, bajo el régimen de la Ley XVI – Nº 29 (Antes Ley 2932), el inmueble propiedad del Estado Provincial, determinado como "Campo San Cristóbal", Municipio de Fachinal, cuya Nomenclatura Catastral es Lote Nº 9, Sección 04, Parcela 032, Municipio 33, Departamento 04, con una superficie de 51 hectáreas, 74 áreas, 24 centiáreas; el que se denominará "Parque Provincial Fachinal".

Está ubicado aproximadamente en torno a la posición 27°38′11″S 55°43′44″O / -27.6364284, -55.7288147061948.

Abarca la parte superior de una elevación de la cual nacen cursos temporarios que desaguan en el arroyo Garupá y está cubierto por una estructura cerrada de pastos altos conocida como "fachinal".

## Flora
La superficie del parque es relativamente pequeña, pero los diferentes tipos de suelos dan lugar a comunidades vegetales diferenciadas. En diferentes ambientes se han identificado ejemplares de urunday (Astronium balansae), tataré (Chloroleucon tortum), caraguatá (Aechmea distichantha), aguaribay (Schinus molle), pindó (Syagrus romanzoffiana), canela de venado (Helietta apiculata) y lapacho negro  (Handroanthus heptaphyllus), entre otras especies.

## Fauna
La fauna del parque no ha sido estudiada en profundidad. En cercanías del área protegida se han realizado avistamientos de ejemplares de bandurria boreal (Theristicus caudatus), crespín (Tapera naevia), atajacaminos tijera (Hydropsalis torquata), picaflor copetón (Stephanoxis loddigesii), yacutoro (Pyroderus scutatus), choca corona rojiza (Thamnophilus ruficapillus) y ticotico común (Syndactyla rufosuperciliata).